# Грам, Эрика
Эрика Мария Грам (швед. Erika Maria Grahm; род. 26 января 1991, Крамфорс, коммуна Крамфорс, Швеция) — шведская хоккеистка, нападающий. В настоящее время является игроком и генеральным менеджером клуба Шведской женской хоккейной лиге (SDHL) «Брюнес». С 2005 по 2018 год играла за МОДО. Игрок национальной сборной Швеции, в составе которой сыграла более 200 матчей. Участница двух Олимпиад (2014 и 2018) и шести чемпионатов мира. Чемпионка Швеции 2012 года. В составе юниорской сборной Швеции становилась бронзовым призёром чемпионата мира до 18 лет (2009). Исполняла обязанности капитана в юниорской и национальной сборной, МОДО и «Брюнес». Была участником забастовки шведских хоккеисток после чемпионата мира 2019 года. Рекордсменка МОДО по количеству очков, голов и передач.

## Биография

### Ранние годы. Первая Олимпиада
Эрика Грам родилась в Крамфорсе. У неё есть сестра и старший брат, по примеру которого она стала заниматься хоккеем с шайбой. Грам начала играть в команде «Крамфорс-Аллиансен». В сезоне 2005/06 она стала привлекаться к матчам за МОДО. Эрика играла в финале чемпионата Швеции, завершившийся победой соперниц из «Мелархёйден/Бреденг». Начиная с сезона 2006/07 Грам выиграла с МОДО четыре бронзовые медали национальной лиги подряд. В январе 2008 года она сыграла в первом розыгрыше чемпионата мира до 18 лет. Юниорская сборная Швеции заняла на турнире 4-е место. Перед сезоном 2008/09 Грам была назначена альтернативным капитаном МОДО, которому предстояло играть в новой лиге Рикссериен — главном дивизионе женского чемпионата Швеции. Грам забросила первую шайбу МОДО в Рикссериен. Она сумела увеличить свою результативность, набирая в среднем одно очко за матч. Эрика дебютировала за сборную Швеции в контрольных играх. В январе 2009 года она играла в качестве капитана на юниорском чемпионате мира 2009. Шведки сумели взять реванш за прошлогоднее поражение сборной Чехии и завоевали бронзовые медали. В сезоне 2009/10 Грам проходила подготовку к зимним Олимпийским играм 2010, в рамках которой сыграла 25 матчей за сборную, но не вошла в окончательную заявку на Олимпиаду. В 2010 году 19-летняя Эрика была назначена капитаном МОДО. Она сыграла на чемпионате мира 2011, где стала лучшим снайпером сборной Швеции. В 2011 году Грам была парализована из-за синдрома Гийена — Барре. Она прошла несколько месяцев лечения и реабилитации, прежде чем вернулась в состав МОДО. Спустя три года она с автором Улофом Вигреном выпустила автобиографическую книгу под названием «От парализованного до олимпийца» (англ. From paralyzed to an Olympian). В 2011 году появлялись сообщения, что Грам вместе с Тиной Энстрём продолжат карьеру в Университете Миннесоты-Дулут, но они продолжили играть в Швеции.
В сезоне 2011/12 Эрика Грам выиграла чемпионский титул вместе с МОДО. Она стала вторым бомбардиром плей-офф Рикссериен, набрав 6 (4+2) результативных балла в 3-х играх. В следующем году Грам также сильно проводила решающую стадию чемпионата, где стала лучшим снайпером плей-офф. В сезоне 2013/14 Эрика установила личный рекорд результативности, заработав 39 (18+21) очков. Она вошла в окончательный состав сборной Швеции на зимние Олимпийские игры 2014 в Сочи. Грам была одним из лидеров национальной команды на турнире. Шведки играли в матче за 3-е место, где проиграли борной Швейцарии со счётом 3:4. В чемпионата Швеции 2014/15 Эрика вновь стала лучшим снайпером плей-офф. В апреле она сыграла на домашнем чемпионате мира 2015, проводимом в Мальмё. Эрика установила личный рекорд по количеству заброшенных шайб на мировом первенстве — 5. Она была включена в тройку лучших игроков сборной Швеции. В июле 2015 года Эрика Грам стала первой хоккеисткой, чья статистика была занесена в базу сайта Elite Prospects. В сезоне 2015/16 она пропустила большое количество матчей из-за защемления нерва в начале сезона и перелома стопы в конце регулярного чемпионата Рикссериен. В следующим розыгрыше национальной лиги она впервые в карьере набрала 40 результативных баллов. На чемпионате мира 2017, проводимым после окончания сезона в Швеции, Грам единственный раз в карьере не сумела отметиться набранными очками.

### Вторая Олимпиада. «Брюнес»
В сезоне 2017/18 Грам готовилась к зимним Олимпийским играм 2018 в статусе профессиональной спортсменки. Эрика работала в офисной системе клуба МОДО. Она запустила программу MODO Women’s Future, в рамках которой организовывала общие тренировки девочек региона с хоккеистками женской команды МОДО. Для подготовки к турниру Грам тратила сбережения, накопленные с 2011 года. Эрика вместе с Фанни Раск стали единственными хоккеистками сборной Швеции, которые сосредоточились на хоккее перед Олимпиады. На Играх они стали самыми результативными игроками национальной команды. Однако шведки выступили неудачно, опередив только хозяек Игр, победив их в матче за 7-е место. После завершения сезона Грам решила покинуть МОДО, в котором провела 14 сезонов и являлась рекордсменкой клуба по количеству очков (302), голов (150) и передач (152). Она подписала контракт с клубом «Брюнес». Помимо игровой деятельности она должна была заниматься организационной деятельностью в клубе. С первой своей игры за «Брюнес» Эрика исполняла обязанности капитаны команды. В новом клубе она продолжила демонстрировать высокий уровень, став лучшим бомбардиром «Брюнеса» в сезоне 2018/19. В апреле она принимала участие на своём третьем чемпионате мира. Сборная Швеции завершила турнир на 9-м месте, и впервые в своей истории была переведена в нижний дивизион.
С сезона 2019/20 Грам стала исполнять обязанности генерального менеджера «Брюнеса». После вступления в должность она сумела договориться о переходе в команду сильных иностранных игроков, включая лучшего бомбардира прошлого сезона шведской лиги, канадки Микелы Кавы. В августе 2019 года Эрика и все другие хоккеистки национальной команды объявили бойкот Шведской хоккейной ассоциации в знак протеста против прекращения финансовой поддержки женской сборной. По словам хоккеисток, при действующих условиях, выступление за сборную им давало меньше, чем отказ от международных матчей. Спустя два месяца, после принятия Ассоциацией ряда пунктов соглашения, забастовка игроков прекратилась. Эрика улучшила свою результативность в «Брюнесе». Она продолжила играть за национальную сборную и готовилась принять участие на турнире первого дивизиона чемпионата мира в Анже. Однако, из-за пандемии COVID-19 данный турнир был отменён. В сезоне 2020/21 Грам оставалась капитаном «Брюнеса». Вместе с командой она играла в финале шведской лиги, победу в котором одержал клуб «Лулео». За два года в роли генерального менеджера Эрика сумела создать сильную команду. В 2020 году в составе «Брюнеса» раскрылся талант 18-летней Йозефин Буверг, перешедшей в 2019 году из «Юргордена»: в 7-ми играх плей-офф она набрала 18 (13+5) очков.

## Статистика
| Легенда | Легенда                    | Легенда | Легенда                   | Легенда | Легенда    |
| ------- | -------------------------- | ------- | ------------------------- | ------- | ---------- |
| И       | Количество проведённых игр | Штр     | Штрафное время            | +/−     | Плюс-минус |
| Г       | Голы                       | П       | Голевые передачи          | О       | Очки       |
| -       | Статистика неизвестна      | —       | Статистика не учитывалась |         |            |

### Международная
По данным: Eurohockey.com и Eliteprospects.com

## Достижения
Командные
| Год                    | Команда | Достижение                              | Достижение |
| ---------------------- | ------- | --------------------------------------- | ---------- |
| 2006, 2014             | МОДО    | Серебряный призёр чемпионата Швеции (3) |            |
| 2021                   | Брюнес  | Серебряный призёр чемпионата Швеции (3) |            |
| 2007, 2008, 2009, 2010 | МОДО    | Бронзовый призёр чемпионата Швеции (4)  |            |
| 2012                   | МОДО    | Чемпионка Швеции                        |            |

- По данным Eliteprospects.com.

## Рекорды
МОДО
- Наибольшее количество очков — 302
- Наибольшее количество голов — 150
- Наибольшее количество голов — 152

По данным: Eliteprospects.com